# Jolesz A. Ferenc
Jolesz A. Ferenc (Budapest, 1946. április 21. – Hollywood, 2014. december 31.) idegsebész, idegkutató, radiológus, a Harvard Egyetem radiológia professzora. Az Amerikai Tudományos Akadémia és a Magyar Tudományos Akadémia tagja.
Kutatási területe a képalkotó eljárások klinikai alkalmazása.

## Művei
- A minimálisan invazív idegsebészettől a neminvazív idegsebészetig. Székfoglaló előadások a Magyar Tudományos Akadémián. (2014)